# 伊戈尔·巴甫留科
伊戈尔·季諾維耶維奇·巴甫留科 （烏克蘭語：І́гор Зино́війович Павлю́к，拉丁转写：Ihor Pavlyuk，1967年1月1日—)，乌克兰的诗人，以创作抒情诗为主，以及社会交际博士。
2021年瑞士文學獎得主.

## 传记
伊戈尔·巴甫留科在1967年1月1日出生于沃伦州。他出生几天后，他的母亲就去世了。他的外公和外婆抚养他,。
列宁格勒军事工程学院（现海军事技术大学）二年级退学，其因为此时开始写作，为此惩罚他—被判处在泰加森林（外贝加尔山脉）中劳动。因对乌克兰家园的怀旧，而继续尽量的作诗，直到苏联解体后，才被释放出来的。
1992年伊戈尔·巴甫留科从利沃夫大學新闻系毕业，于是在利沃夫宗教新闻工作与电台的记者。自2003年以来，他曾在基辅工作。
他在爱沙尼亚、格鲁吉亚、俄罗斯、白俄罗斯、美国、波兰、土耳其、爱尔兰等国家参与了各种国际文学节，以及参加了许多关于沃伦地区的乌克兰人、乌克兰作家与诗人的国际版。
伊戈尔·巴甫留科是几首歌曲以及戏剧演出文本的作者。
他的作品已被翻译成英语和俄语。

## 选择出版物（图书）

### 诗
- 《青春群岛》（1990年）«Острови юності»
- 《外来的风》（1993年）«Нетутешній вітер»
- 《白天月亮之声》（1994年）«Голос денного Місяця»
- 《玻璃酒馆》（1995年）«Скляна корчма»
- 《永恒过敏》（1999年）«Алергія на вічність»
- 《自然力》（2002年）«Стихія»
- 《男人算命》（2002年）«Чоловіче ворожіння»
- 《天使（或）英语？》（2004年）«The angel (or) English language?» （伊戈尔·巴甫留科

的英文诗）
- 《岩浆》（2005年）«Магма»
- 《起义》（2006年）«Бунт»
- 《音叉》（2007年）«Камертон»
- 《抒情诗》（2008年）«Лірика»
- 《乌克兰在烟雾中》（2009年）«Україна в диму»
- 《平流层》（2010年）«Стратосфера»
- 《抓着秋天的蜘蛛网》（2011年） «Catching Gossamers», «Ловлячи осінні павутинки»
- 《阿塔尼亞》：精選詩歌（美國，Dorrance_Publishing_Company（出版社，（«Arthania»: Selected Poems, 2020)[4], [5], 序言的作者包括諾貝爾獎獲得者莫言 ISBN 978-1647023065

### 专题著作
- 《艺术家 ——政权——报刊：历史和类型学分析》（1997年）«Митець – Влада – Преса: історико-типологічний аналіз»
- 《谎言的诊断与预测：传播理论的离题》（2003年）«Діагностика і прогностика брехні: екскурси в теорію комунікації»
- 《刊物中的作家》（2010年）«Письменники у пресі»

### 儿童图书
- 《飞行的大锅》（2003年）«Літаючий казан»